# Kinh tế học vi mô
Kinh tế học vi mô hay là kinh tế tầm nhỏ   (Tiếng Anh: microeconomics), là một phân ngành của kinh tế học chuyên nghiên cứu về đặc điểm, cấu trúc và hành vi của cả một nền kinh tế nói chung. Kinh tế học vĩ mô và kinh tế học vi mô là hai lĩnh vực chung nhất của kinh tế học. Trong khi kinh tế học vi mô chủ yếu nghiên cứu về hành vi của các cá thể đơn lẻ, như công ty và cá nhân người tiêu dùng, kinh tế học vĩ mô lại nghiên cứu các chỉ tiêu cộng hưởng như GDP, tỉ lệ thất nghiệp, và các chỉ số giá cả để hiểu cách hoạt động của cả nền kinh tế.

## Mục tiêu nghiên cứu
Một trong những mục tiêu nghiên cứu của kinh tế vi mô là phân tích cơ chế thị trường thiết lập ra giá cả tương đối giữa các mặt hàng và dịch vụ và sự phân phối các nguồn tài nguyên giới hạn giữa nhiều cách sử dụng khác nhau. Kinh tế vi mô phân tích thất bại của thị trường, khi thị trường không vận hành hiệu quả, cũng như miêu tả những điều kiện cần có trong lý thuyết cho việc cạnh tranh hoàn hảo. Những ngành quan trọng trong kinh tế vi mô bao gồm thị trường dưới thông tin bất đối xứng, chọn lựa với sự không chắc chắn và các áp dụng trong kinh tế của lý thuyết trò chơi.

## Phạm vi nghiên cứu
Phạm vi nghiên cứu của kinh tế học vi mô bao gồm:
1. Các lý luận cơ bản cho kinh tế học như cung, cầu, giá cả, thị trường
2. Các lý thuyết về hành vi của người tiêu dùng
3. Lý thuyết về hành vi của người sản xuất
4. Cấu trúc thị trường
  - Thị trường cạnh tranh hoàn hảo
  - Thị trường cạnh tranh mang tính độc quyền
  - Thị trường thiểu số độc quyền
  - Thị trường độc quyền thuần túy
5. Thị trường các yếu tố sản xuất: Lao động - Vốn - Tài nguyên
6. Vai trò của Chính phủ trong nền kinh tế thị trường
7. Các lý luận về trao đổi, phúc lợi kinh tế
8. Các lý luận về thất bại thị trường

## Phương pháp nghiên cứu
Phương pháp nghiên cứu của kinh tế học vi mô bao gồm: 

### Phương pháp mô hình hóa
1. Xây dựng mô hình.
2. Phát triển mô hình bằng cách phân tích dựa trên các dữ liệu thu thập được.
3. Kiểm chứng thực tế.

### Phương pháp so sánh tĩnh
Theo phương pháp này, các giả thuyết kinh tế về mối quan hệ giữa các biến luôn phải đi kèm với giả định Ceteris Paribus trong mô hình.

### Phương pháp phân tích biên tế
Đây là phương pháp đặc thù của Kinh tế học nói chung và Kinh tế học vi mô nói riêng. Nó cũng là phương pháp của sự lựa chọn kinh tế tối ưu bởi vì bất cứ sự lựa chọn nào cũng phải dựa trên sự so sánh giữa lơi ích mang lại và chi phí bỏ ra. Phương pháp phân tích biên tế được sử dụng để tìm ra điểm tối ưu (còn gọi là điểm cân bằng) của sự lựa chọn. Theo phương pháp này, chúng ta phải so sánh lợi ích và chi phí tại mỗi đơn vị hàng hóa, dịch vụ được sản xuất (hoặc tiêu dùng) tăng thêm. Lợi ích chi phí đó được gọi là lợi ích biên tế và chi phi biên tế.
Phương pháp này còn được biết đến với tên gọi: phương pháp phân tích cận biên.

## Nền tảng cho các chuyên ngành của kinh tế học
Kinh tế học vi mô là nền tảng cho nhiều chuyên ngành của kinh tế học. Chủ nghĩa kinh tế tự do mới phát triển các lý luận kinh tế học vĩ mô của mình trên cơ sở kinh tế học vi mô. Ngay cả chủ nghĩa Keynes gần đây (phái kinh tế học Keynes mới) cũng đi tìm các cơ sở kinh tế học vi mô cho lý luận kinh tế học vĩ mô của chủ nghĩa này. Trên cơ sở kinh tế học vĩ mô, nhiều chuyên ngành khác trong đó có tài chính quốc tế, kinh tế học phát triển được phát triển. Kinh tế học vi mô còn làm nền tảng trực tiếp cho các môn như kinh tế học công cộng, kinh tế học phúc lợi, thương mại quốc tế, lý thuyết tổ chức ngành, địa lý kinh tế, v.v...
Cùng với kinh tế vĩ mô là hai trụ cột của khoa học kinh tế.